# Вільгельміна Крістіна Саксен-Веймарська
Вільгельміна Крістіна Саксен-Веймарська (нім. Wilhelmine Christine von Sachsen-Weimar, 26 січня 1658 — 30 липня 1712) — принцеса Саксен-Веймарська з Ернестинської лінії Веттінів, донька герцога Саксен-Веймару Йоганна Ернста II та принцеси Шлезвіг-Гольштейн-Зондербурзької Крістіни Єлизавети, друга дружина графа, а згодом — князя Шварцбург-Зондерсгаузену Крістіана Вільгельма.

## Біографія
Народилась 26 січня 1658 року у Веймарі. Була другою дитиною та другою донькою в родині принца Саксен-Веймарського Йоганна Ернста та його дружини Крістіни Єлизавети Шлезвіг-Гольштейн-Зондербурзької. Мала старшу сестру Анну Доротею, змалечку призначену для релігійної кар'єри. Згодом сімейство поповнилося трьома молодшими дітьми.

Коли принцесі було 4 роки, Йоганн Ернст успадкував трон Саксен-Веймару. Після смерті Крістіни Єлизавети у 1678 році він більше не одружувався. Самого батька не стало навесні 1683-го. Новими герцогами стали молодші брати Вільгельміни Крістіни, оскільки в країні не була введена прімогенітура.

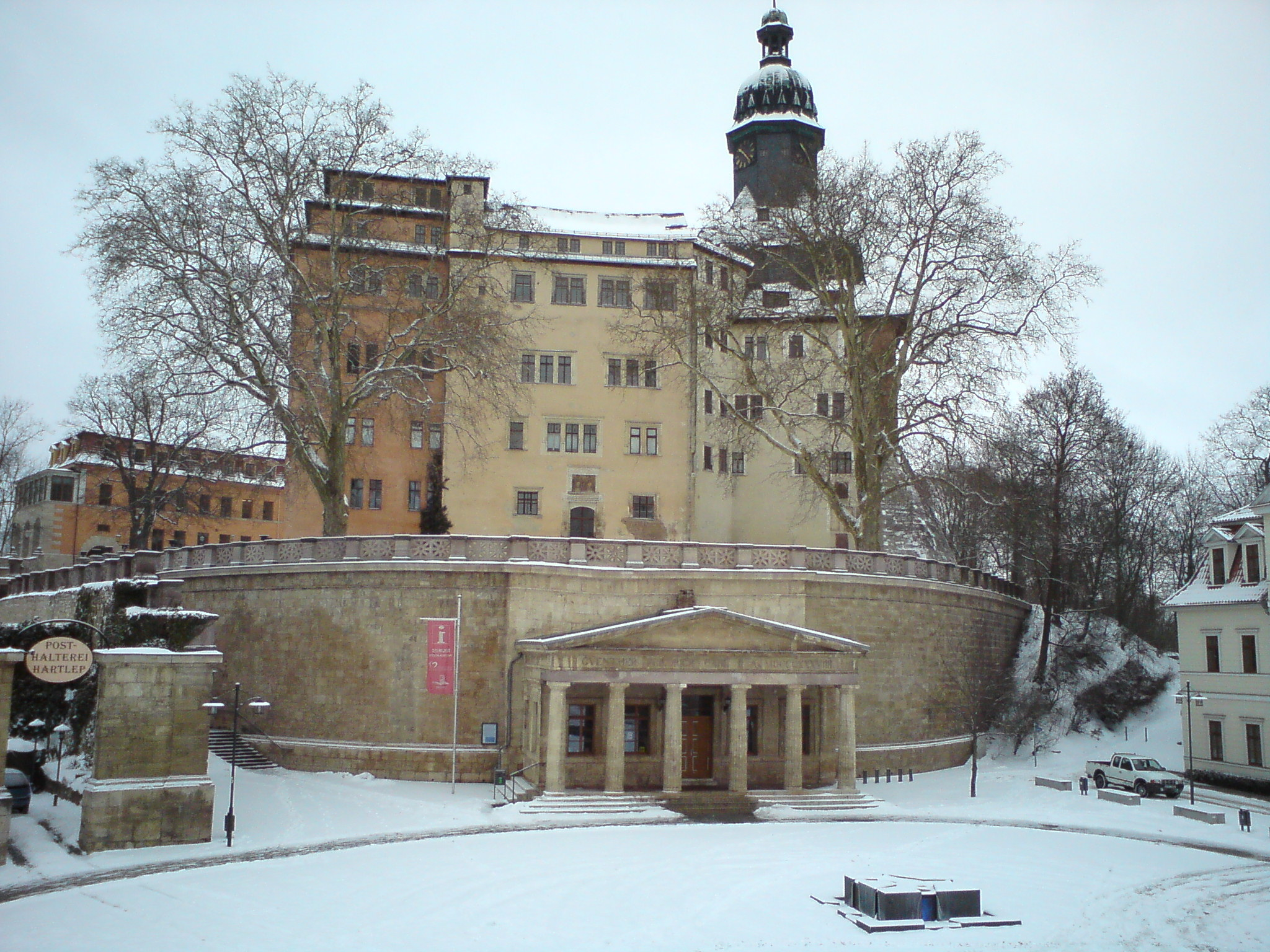
Замок Зондерсгаузен

У 26 років стала дружиною 37-річного графа Шварцбург-Зондерсгаузену Крістіана Вільгельма. Весілля відбулося 27 вересня 1684 року у Веймарі. Наречений був удівцем, його перша дружина померла, народжуючи сьому дитину, за чотири місяці до цього. Від попереднього шлюбу у нього залишилося п'ятеро малолітніх дітей. У подружжя також народилося восьмеро спільних нащадків.
Резиденцією подружжя був замок Зондерсгаузен, поруч із яким у 1694 році був збудований фазанарій та лабіринт, а близько 1700 року — розбитий сад у бароковому стилі. У 1697 році чоловік Вільгельміни Крістіни був зведений у ранг імперського князя.
Померла у Зондерсгаузені 30 липня 1712 року. Крістіан Вільгельм пережив її на дев'ять років і більше не одружувався.

## Родина
Чоловік — Крістіан Вільгельм, граф Шварцбург-Зондерсгаузенський
Діти:
- Йоганна Августа (1686—1703) — одружена не була, дітей не мала;
- Крістіана Вільгельміна (1688—1749) — одружена не була, дітей не мала;
- Генріх (1689—1758) — князь Шварцбург-Зондерсгаузену у 1740—1758 роках, одруженим не був, дітей не мав;
- Август (1691—1750) — був одруженим із принцесою Шарлоттою Софією Ангальт-Бернбурзькою, мав шестеро дітей;
- Генрієтта Ернестіна (1692—1759) — одружена не була, дітей не мала;
- Рудольф (1695—1749) — одруженим не був, мав позашлюбного сина;
- Вільгельм (1699—1762) — одруженим не був, дітей не мав;
- Крістіан (1700—1749) — генерал-лейтенант, був одруженим із принцесою Софією Ебергардіною Ангальт-Бернбург-Шаумбург-Гоймською, мав шестеро дітей.